# Чубайтал
Чубайта́л (рос. Чубайтал, башк. Сыбайтал) — присілок у складі Аургазинського району Башкортостану, Росія. Входить до складу Султанмуратовської сільської ради.
Населення — 75 осіб (2010; 63 в 2002).
Національний склад:
- татари — 78%